# 세스티우스의 피라미드

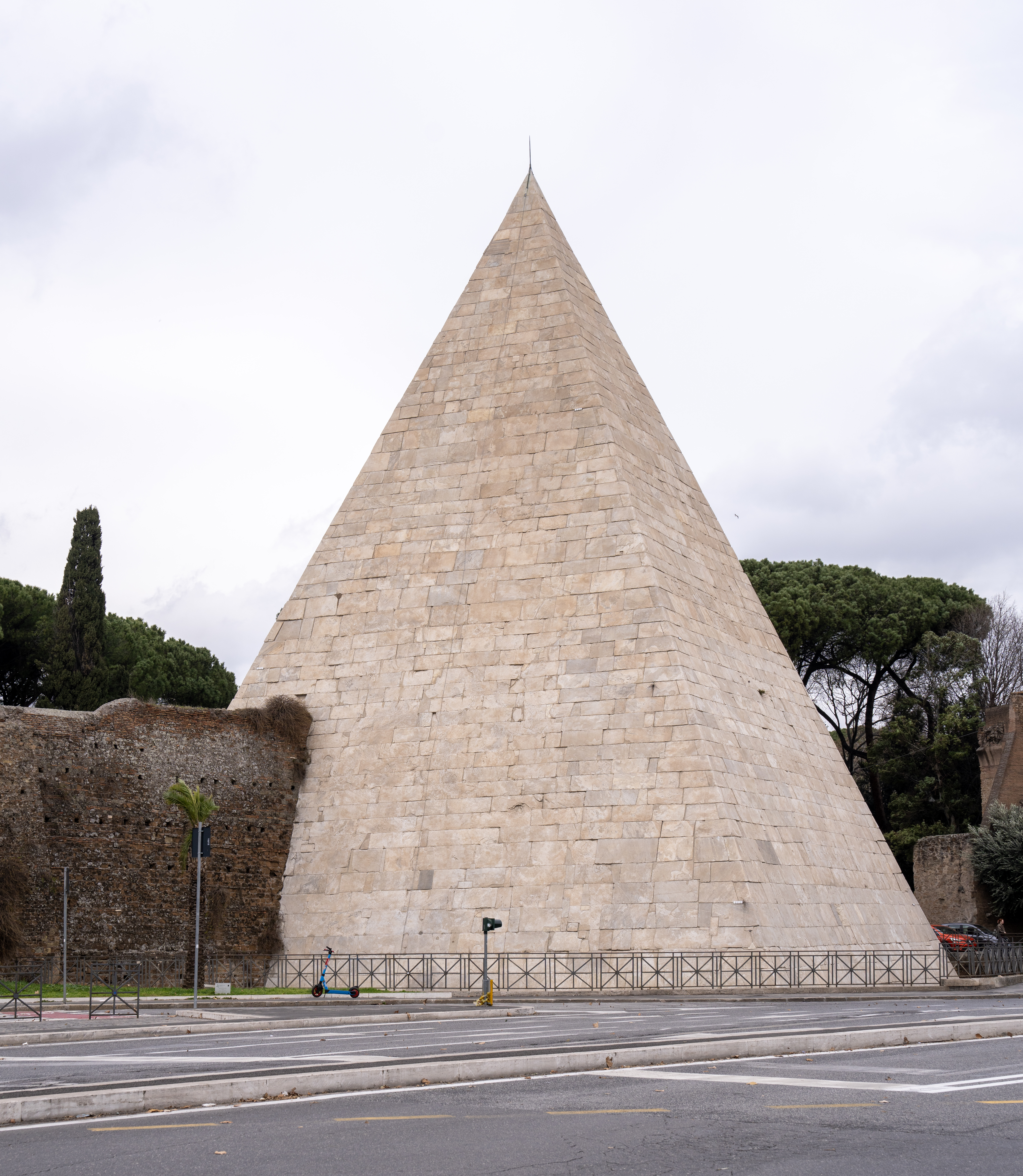
포르타 산 파올로

세스티우스의 피라미드(이탈리아어: Piramide Cestia)는 이탈리아 로마에 있는 고대 로마 피라미드다. 포르타 산 파올로와 개신교 묘지 근처에 있다. 에풀로네스의 일원인 가이우스 세스티우스의 무덤으로 누비아의 피라미드 양식으로 지어졌다.